# Лејквуд (Њујорк)
Лејквуд (енгл. Lakewood) град је у америчкој савезној држави Њујорк.

## Демографија
По попису из 2010. године број становника је 3.002, што је 256 (-7,9%) становника мање него 2000. године.
| Група             | 2000.         | 2010.         |
| Белци             | 3.165 (97,1%) | 2.858 (95,2%) |
| Афроамериканци    | 23 (0,7%)     | 20 (0,7%)     |
| Азијати           | 22 (0,7%)     | 40 (1,3%)     |
| Хиспаноамериканци | 25 (0,8%)     | 44 (1,5%)     |
| Укупно            | 3.258         | 3.002         |